# Homoderus mellyi polyodontus
Homoderus mellyi polyodontus es una subespecie de coleóptero de la familia Lucanidae.

## Distribución geográfica
Habita en Guinea Ecuatorial, Camerún, República Centroafricana y Gabón.